# Hypogrella
Hypogrella is een geslacht van hooiwagens uit de familie Sclerosomatidae.
De wetenschappelijke naam Hypogrella is voor het eerst geldig gepubliceerd door Roewer in 1955. 

## Soorten
Hypogrella is monotypisch en omvat slechts de volgende soort:
- Hypogrella poecilis